# Estructura de descomposición del trabajo

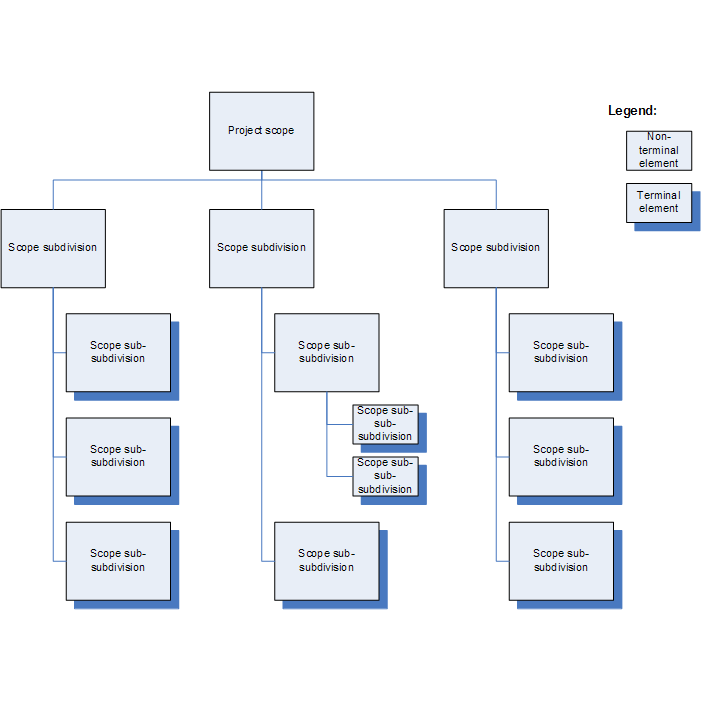
Ejemplo simple de una EDT

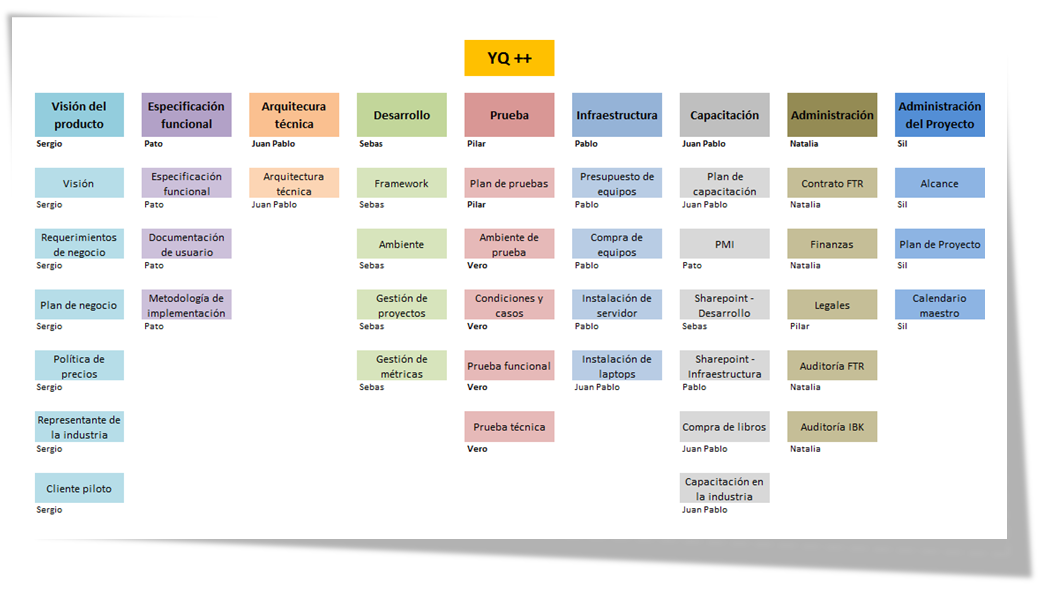
Ejemplo de EDT para un proyecto cuyo foco es crear un producto de software para ser comercializado a múltiples clientes

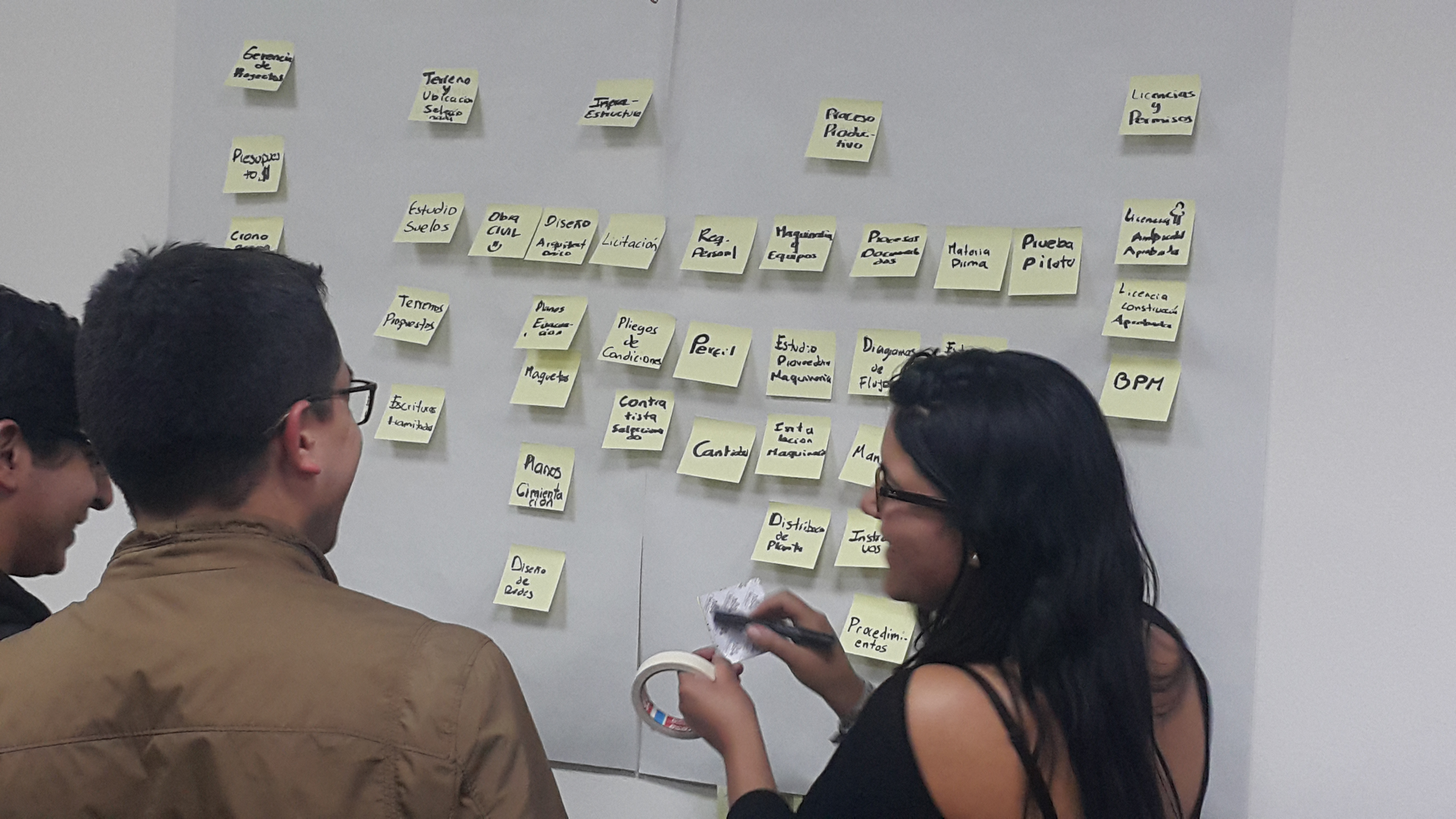
Trabajando en la EDT de un proyecto

Una estructura de desglose del trabajo (EDT), también conocida por su nombre en inglés Work Breakdown Structure o WBS, es una herramienta fundamental que consiste en la descomposición jerárquica, orientada al entregable, del trabajo a ser ejecutado por el equipo de proyecto, para cumplir con los objetivos de este y crear los entregables requeridos, donde cada nivel descendente de la EDT representa una definición con un detalle incrementado del trabajo del proyecto.
El propósito de una EDT es organizar y definir el alcance total aprobado del proyecto según lo declarado en la documentación vigente. Su forma jerárquica permite una fácil identificación de los elementos finales, llamados "Paquetes de Trabajo". Se trata de un elemento exhaustivo en cuanto al alcance del proyecto, y sirve como base para la planificación del proyecto. Todo trabajo del proyecto debe poder rastrear su origen en una o más entradas de la EDT.

## Cómo construir una EDT
Una EDT es una presentación simple y organizada del trabajo requerido para completar el proyecto, y hay muchas maneras de organizar la presentación de este trabajo. Sin embargo, para que esta herramienta sea verdaderamente útil se debe atender a que su característica fundamental es ser orientada a los entregables o "productos del trabajo" que son el resultado del trabajo y no el esfuerzo en sí. De esta manera, para construir una EDT se debe tener claridad respecto del alcance del trabajo a ejecutar en el momento de elaborar el quiebre, el que debe estar documentado en la "Declaración de Alcance del Proyecto". El proceso de desglose o descomposición debe ser progresivo y representar siempre el alcance completo, lo que significa que para generar la EDT se debe proceder de lo general a lo particular, y cada nivel debe ser el resultado de la integración del nivel siguiente. Algo importante es que la EDT documenta el alcance del proyecto, no su plan de ejecución.

## Nivel de detalle
Existen especificaciones teóricas acerca del alto o ancho de una EDT. El contexto práctico determina si la EDT es muy general o demasiado detallada. En la gestión de proyectos no se trata tanto de enfocarse en realizar el trabajo como de monitorizarlo, de tal forma que se aseguren los resultados planificados.
Es por eso que un buen consejo para crear una EDT es que sea lo suficientemente detallada como para poder asignar una parte del trabajo a un tercero, y que su estado se monitorice adecuadamente. Por eso, una buena medida práctica de la profundidad que debe alcanzar la EDT es preguntarse si el nivel al que se ha llegado permite definir con claridad las variables tiempo y costo. Si aún no se pueden determinar en el nivel en que se está, deberá subdividirse aún más. Este trabajo asignado podría convertirse en una nueva EDT subalterna de la anterior.
Generalmente, una EDT no debe tener más de 100 o 200 elementos terminales (si parece que se requieren más, se deberían utilizar subproyectos). Una EDT debería tener 3 o 4 niveles de profundidad, y cada nivel debería tener entre 5 y 9 elementos de ancho. Estas sugerencias se derivan de los siguientes hechos:
- La capacidad de memoria a corto plazo está restringida a un total de entre 5 y 9 elementos.
- Con un tiempo fijo para planear el proyecto, a mayor cantidad de elementos terminales, habrá menor tiempo para prestar atención a cada uno de ellos. En consecuencia, los estimados son menos pensados.

Es conveniente y bastante común la práctica de usar, en proyectos medianos y grandes, un sistema de código jerárquico, asignando un código a cada entrada de la EDT. Por ejemplo, una entrada del nivel más alto puede tener un código como 1, 2 o 3, y las entradas bajo la entrada 1 pueden tener códigos como 1.1, 1.2, 1.3, etc.

## Regla del 100%
Un principio de diseño importante para las estructuras de desglose de trabajo se denomina regla del 100%. Se define de la siguiente manera: 
La regla del 100% establece que el EDT incluye el 100% del trabajo definido por el alcance del proyecto, y captura todos los resultados - internos, externos e intermedios - en términos del trabajo a completar, incluida la gestión del proyecto. La regla del 100% es uno de los principios más importantes que guían el desarrollo, la descomposición y la evaluación del EDT. 
La regla se aplica a todos los niveles dentro de la jerarquía: la suma del trabajo a nivel de "hijo" debe ser igual al 100% del trabajo representado por el "padre" y el EDT no debe incluir ningún trabajo que caiga fuera del alcance real, es decir, no puede incluir más del 100% del trabajo. Es importante recordar que la regla del 100% también se aplica al nivel de actividad. El trabajo representado por las actividades en cada paquete de trabajo debe sumar el 100% del trabajo necesario para completar el paquete de trabajo.

## Herramientas para desarrollar EDT
El software para la gestión de proyectos puede ser muy útil para desarrollar una EDT, aunque en etapas tempranas de la creación de una EDT pegar pequeñas notas (como PostIt) es muy útil por su flexibilidad. Es mucho más fácil para un equipo trabajar juntos utilizando estas notas en una gran pared vacía que amontonarse en frente a una pantalla de computador y un solo teclado, aunque un proyector conectado a esta computadora resolvería este problema y ahorraría el tiempo de captura de las pequeñas notas.
Otra opción es la utilización de un software de trabajo colaborativo por medio de la cual los distintos actores o (miembros del equipo o invitados) hacen sus aportes en un espacio común designado para ello. La gran utilidad de esta metodología radica en que tales aportes pueden tener un origen asincrónico y de dispersión geográfica, no obstante lo cual se integrarán en una única plataforma que los contendrá para que sean visualizados en contexto y guardando un registro detallado de su evolución.